# Tour de l'Horloge de Donji Vakuf
Pour les articles homonymes, voir Tour de l'Horloge.
La tour de l'horloge est située en Bosnie-Herzégovine, sur le territoire de la ville de Donji Vakuf et dans la municipalité de Donji Vakuf. Construite au XVIIIe siècle, elle est inscrite sur la liste des monuments nationaux de Bosnie-Herzégovine.